# Pimpinero - Morte e contrabbando
Pimpinero - Morte e contrabbando (Pimpinero: Sangre y Gasolina)  è un film del 2024 diretto da Andrés Baiz.

## Trama
I "pimpineros" rischiano la vita tutti i giorni tra il confine tra la Colombia e il Venezuela trasportando carburante illegale da un paese all'altro. Quando un giovane trafficante di carburante è costretto a lavorare per un uomo pericoloso, la sua fidanzata Diana intraprende un viaggio scoprendo i segreti che si nascondono dietro questa terra misteriosa.  

## Distribuzione
Il film è stato distribuito sulla piattaforma Amazon Prime Video dal 22 novembre 2024.